# Wieniec (powiat włocławski)
Wieniec – wieś w Polsce położona w województwie kujawsko-pomorskim, w powiecie włocławskim, w gminie Brześć Kujawski.

## Podział administracyjny
Wieś duchowna, własność biskupstwa włocławskiego (klucz włocławski), położona była w II połowie XVI wieku w powiecie brzeskokujawskim województwa brzeskokujawskiego. Do 1921 roku miejscowość była siedzibą gminy Pikutkowo, a do 1954 roku gminy Wieniec. W latach 1975–1998 miejscowość należała administracyjnie do województwa włocławskiego. Według Narodowego Spisu Powszechnego (2021 r.) liczyła 1284 osób. Jest największą miejscowością gminy Brześć Kujawski.

## Położenie
Wieś położona jest bardzo blisko Włocławka i Brzezia. Odległość między Wieńcem a zachodnimi granicami administracyjnymi Włocławka wynosi około 7 km, aby dojechać z Wieńca do włocławskiego Śródmieścia trzeba pokonać około 10 km.

## Historia

### Średniowiecze
Przez wieki Wieniec znajdował się w posiadaniu biskupów włocławskich. W 1252 r. wzmianka o Wieńcu pojawia się w przywileju Kazimierza I kujawskiego. Co najmniej od II połowy XIII w. we wsi znajdował się młyn na rzece Zgłowiączce. W 1380 istniała już wieniecka parafia.

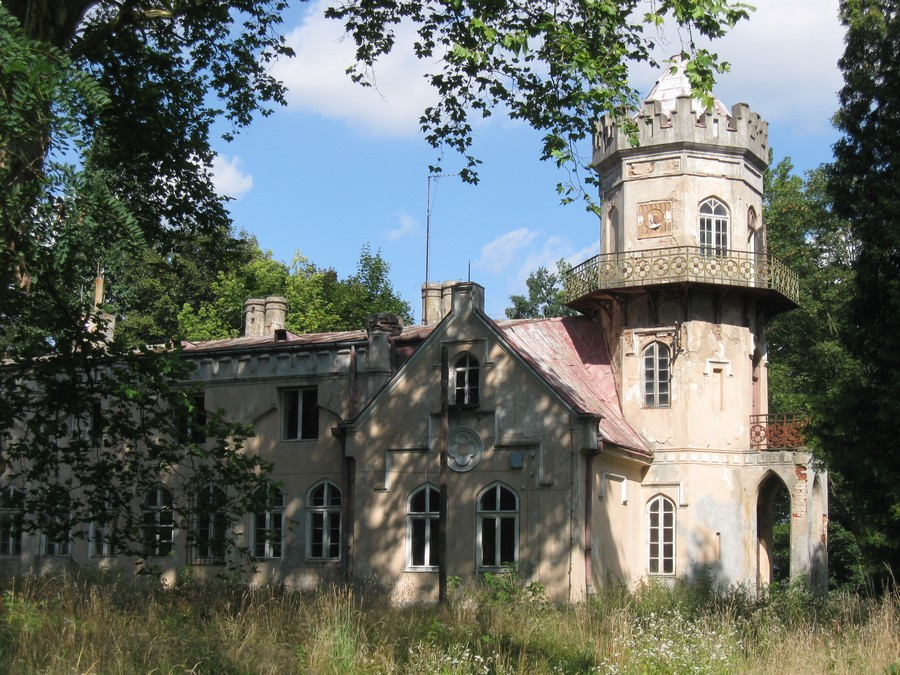
Pałacyk Miączyńskich

### Wieniec w rękach różnych właścicieli do połowy XX wieku

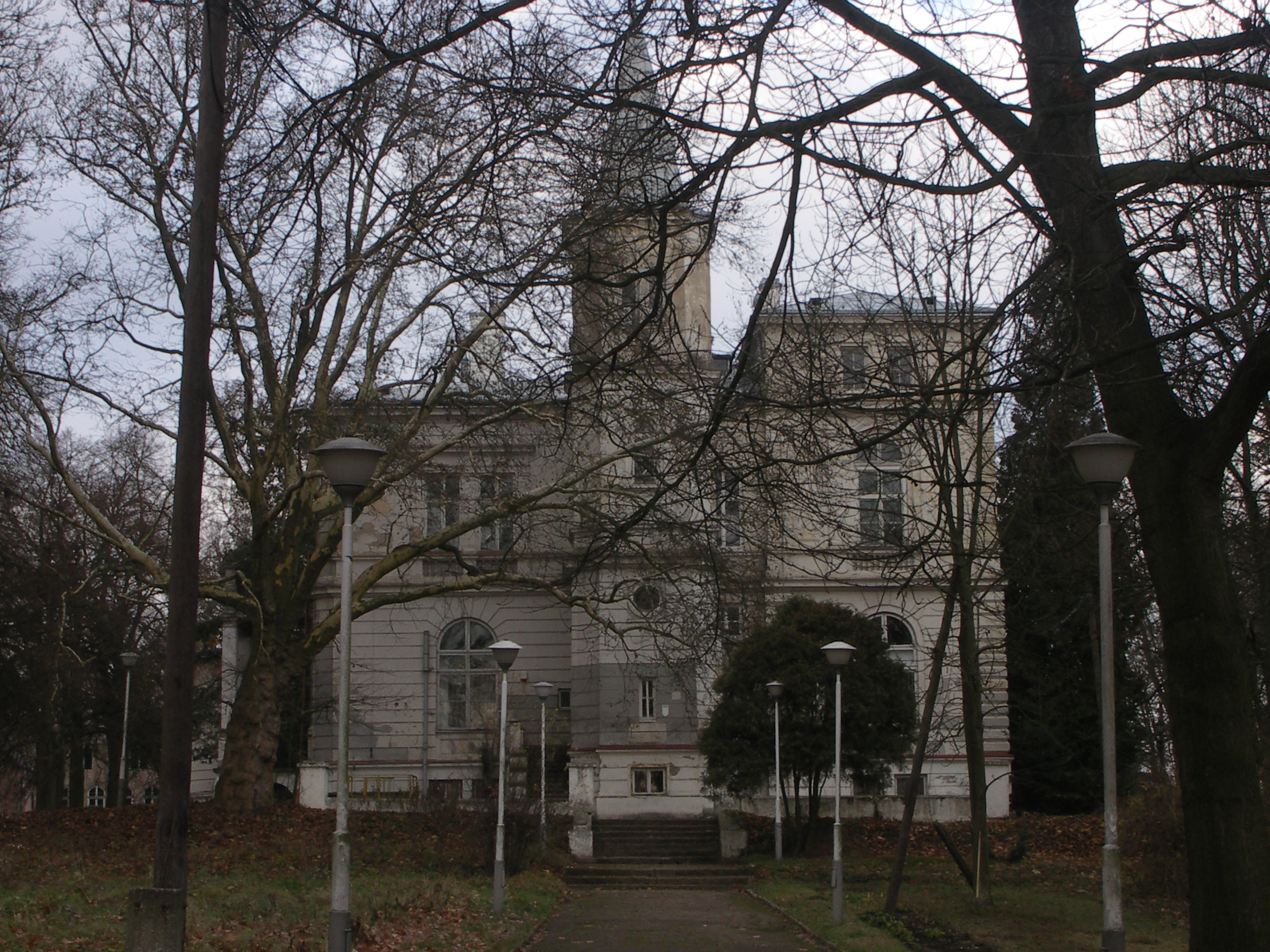
Pałac w Wieńcu Kronenberga

W 1797 r. po konfiskacie dóbr kościelnych przez pruskiego zaborcę Wieniec został przekazany generałowi Fryderykowi Ludwikowi, księciu von Hohenlohe-Ingelfingen. W późniejszym okresie właścicielem majątku był Józef Dąmbski, następnie Stanisław Adam Miączyński w 1824 r. Nabył dobra Wieniec po licytacji za sume 271 tys. zł. 27 lipca 1831 r. Feldmarszałek rosyjski Iwan Paskiewicz okłada sekwestrem majątki Miączyńskich za udział w powstaniu Listopadowym. Za Miączyńskich na terenie parku wybudowano neogotycki pałac, obecnie nazywany „starym pałacem”, pałacykiem. W 1864 r. rząd rosyjski skonfiskował Wieniec i sprzedał za 183 tyś rubli Franciszkowi Nowińskiemu za udział Mieczysława Miączyńskiego w powstaniu styczniowym. Po czasie Franciszek odsprzedał Wieniec Janowi Krauze za 200 tys. rubli. Po jego śmierci w 1866 r. właścicielką została jego żona Maria z Jakobickich Krauze, ale ze względu na brak należnej kwoty dla Franciszka Nowińskiego, majątek został zajęty przez komornika sądowego. 31 sierpnia 1868 r. majątek nabył warszawski bankier Leopold Stanisław Kronenberg od Marii Krauze. Folwarki Winieckie w 1871: Wieniec, Lipiny, Dziadowo, Kąty. W 1873 Leopold Kronenberg utworzył szosę Wieniec - Brzezie, w 1877 zbudował most na Zgłowiączce. Po śmierci Leopolda Kronenberga w 1878 majątkiem zarządzali jego synowie – najpierw Stanisław Leopold Kronenberg (do 1887), następnie Leopold Julian Kronenberg (do 1937). Około 1880 rozebrano drewniany kościół i wybudowano murowany, neogotycki, wg projektu Artura Goebla. Na założonym w 1821 cmentarzu wzniesiono w 1898 neoromańską murowaną kaplicę. Kronenbergowie wybudowali również eklektyczny pałac (po roku 1890), zaprojektował go Artur Goebel. W 1904 Walerian Kronenberg poszerzył i przeprojektował park. Syn Leopolda Juliana Kronenberga – Leopold Jan Kronenberg był ostatnim właścicielem majątku. W czasie wojny zginęła jego żona i dzieci, hitlerowcy rozebrali kościół. Na ulicy Parkowej znajduje się budynek, który rdzenni mieszkańcy Wieńca nazywają "Czerwone Piekło". Komunistyczny dekret o reformie rolnej z 1944 r. pozbawił Leopolda Jana Kronenberga dorobku pokoleń, a komunistyczny aparat represji zmusił go do wyjazdu z kraju.
W czasie kampanii wrześniowej stacjonowała tu 43 Eskadra Towarzysząca.

### Współczesność
W latach 1957–1964 zbudowano kościół. XIX-wieczny ołtarz pochodzi z katedry włocławskiej, podobnie jak część XIX-wiecznych rzeźb. W latach 2008–2010, w trakcie archeologicznych badań ratowniczych poprzedzających budowę autostrady A1 odkryto w Wieńcu artefakty datowane na epokę brązu, wytworzone kilkaset lat przed naszą erą, oraz artefakty datowane na epokę żelaza, wytworzone między 350 a 150 rokiem p.n.e.

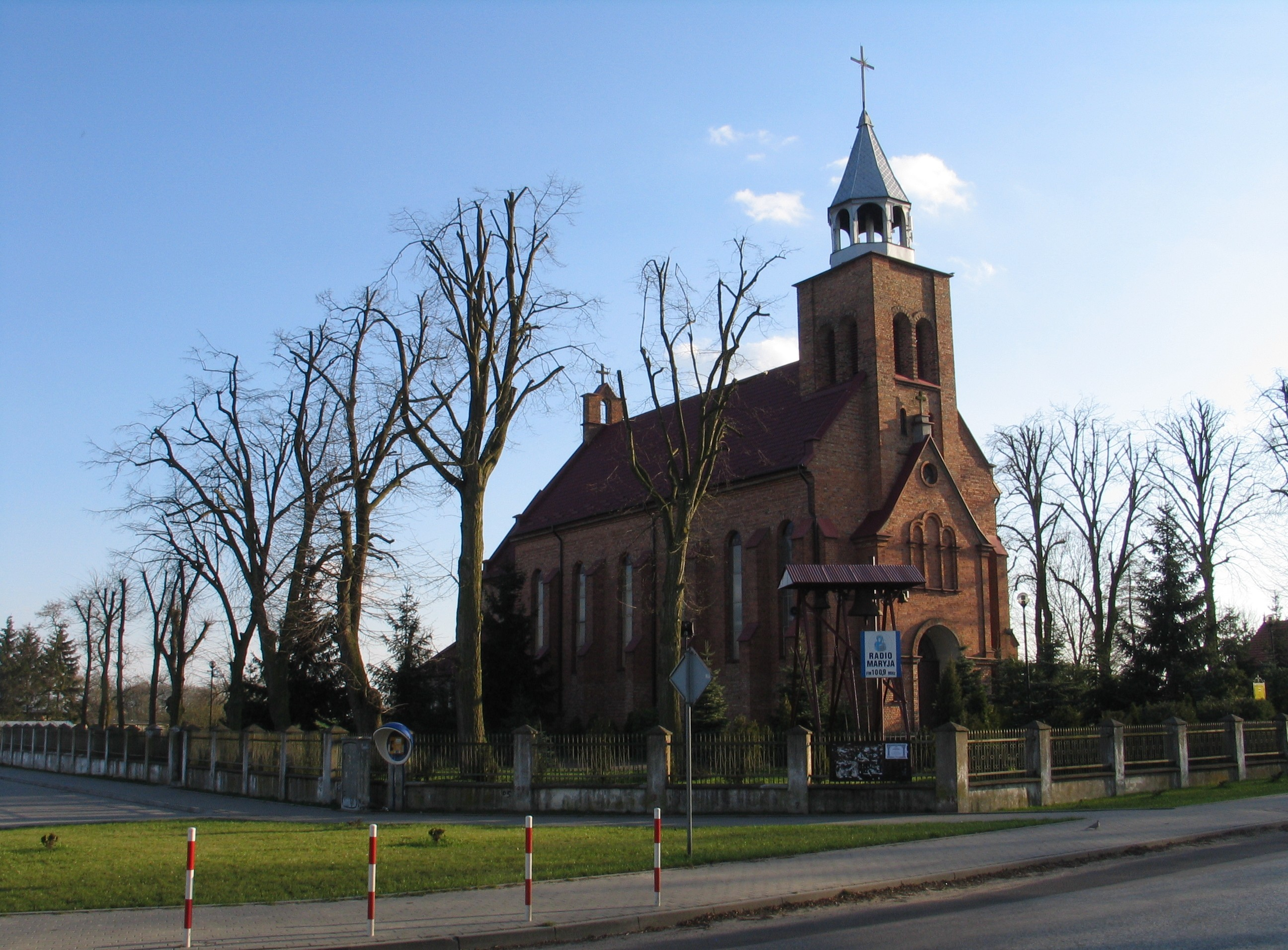
Kościół Przemienienia Pańskiego w Wieńcu